# Curent de maree

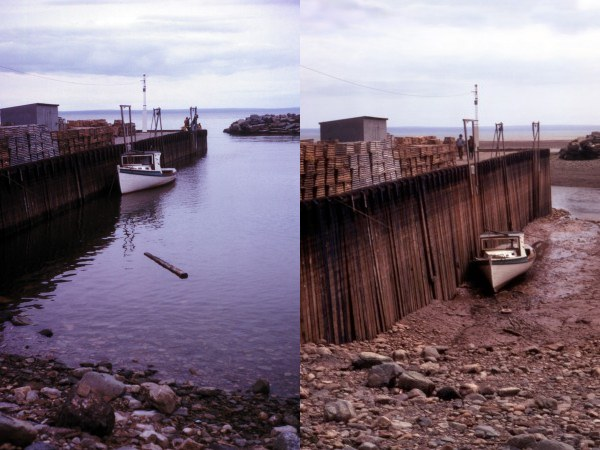
Imagine din golful Fundy (Canada), unde se înregistrează cel mai puternic curent de maree din lume

Un curent de maree (în engleză tidal stream ; tidal current) este un curent marin periodic care ia naștere în fazele de deplasare pe orizontală a apelor mării în timpul fenomenului mareei. Atât viteza cât și direcția unui astfel de curent se schimbă în decursul fluxului și refluxului.
În funcție de faza de desfășurare a mareei, deosebim:
- a) curentul de flux, care ia naștere în momentul când apele în creștere depășesc nivelul mediu al mării; viteza acestui curent crește treptat pe măsura creșterii nivelului mării, atingând o valoare maximă la mareea înaltă, după care scade și devine nulă când nivelul mării scade până la nivelul mediu;
- b) curentul de reflux, care ia naștere în momentul când apele încep să scadă sub nivelul mediu al mării; viteza acestui curent crește treptat pe măsură ce nivelul mării scade, atingând o valoare maximă la mareea joasă, după care începe să scadă și devine nulă când apele mării în creștere ajung la nivelul mediu.

Date asupra curenților de maree (direcția și viteza) pentru zonele de navigație se găsesc în tabele speciale imprimate pe hărțile de navigație sau în atlase și cărți pilot.
De obicei, curentul de maree rezultă din curgerea apei înăuntrul sau în afara unei zone precum un canal sau un golf.
De obicei, curentul de reflux are aceeași direcție cu cea a curentului de flux, dar sensul lui diferă cu 180º . Dacă fenomenul mareei are un caracter regulat, atunci acești doi curenți de maree, care acționează periodic, au o durată egală. Uneori, din cauza unor condiții locale (configurația coastelor, relieful fundului și fenomenul interferenței), direcțiile curenților de maree din aceeași zonă nu coincid, ci se intersectează sub diferite unghiuri. În unele regiuni, curenții de maree capătă un caracter rotativ, adică direcțiile lor trec treptat prin diferite capuri, fără să existe o perioadă de repaus între curentul de reflux și cel de flux.